# Žuti kolač
Žuti kolač (engl. Yellowcake) je pročišćeni koncentrat uranijeve rude, koji sadrži uglavnom uranijev oksid U3O8 (70% do 90%). U preradi uranijeve rude iskorištava se velika topljivost uranija u kiselim i karbonatnim medijima. Uranij se nalazi u Zemljinoj kori, gdje je prilično raširen, iako u vrlo malim koncentracijama. Uranijeva se ruda najprije drobi i melje, te se odstranjuje jalovina. Uranijevi minerali tope se u otopinama kiselina (kiseli postupak sa sumpornom kiselinom) ili lužina (karbonatni postupak s natrijevim karbonatom). Žuti kolač se topi otprilike na 2878 °C. Iako je uranij kao metal jedan od najgušćih kemijskih elemenata, žuti kolač je relativno lagan (9 055 kg/m3).
Žuti kolač ima 70% do 90% triuranijevog oktoksida (U3O8) težinski, a od ostalih oksida ima uranijevog dioksida (UO2)  i uranijevog trioksida (UO3). Od ostalih kemijskih tvari ima uranil hidroksida [UO2(OH)2],  uranil sulfata (UO2SO4), natrijevog parauranata [Na2O (UO3)2•6H2O] i uranil peroksida (UO4•nH2O).

## Nuklearno gorivo
Za teškovodne nuklearne reaktore žuti kolač se koristi za dobivanje nuklearnog goriva, tako da se topi i pročišćava u uranijev dioksid (UO2).
Za lakovodne nuklearne reaktore žuti kolač se prvo miješa s fluorom da se dobije uranijev heksafluoridom (UF6), koji se zatim koristi u postrojenjima za obogaćivanje uranija. Za obogaćivanje uranija danas se uglavnom koristi postupak plinskih centrifuga, dok se u vrijeme hladnog rata koristio postupak plinske difuzije. Srednje obogaćeni uranij ima do 20% izotopa uranij-235 i on se koristi za nuklearne elektrane. Visoko obogaćeni uranij se koristi za nuklearne pogone podmornica i brodova, a daljnjim obogaćivanjem uranija dobiva se uranij za nuklearno oružje, koji ima više od 80% uranija-235. Danas postoji ogromna količina visoko obogaćenog uranija, pa se velik dio razrjeđuje i koristi za nuklearne elektrane. 
Žuti kolač se proizvodi u svim zemljama koje imaju i rudnike uranija.